# Boriszpili nemzetközi repülőtér
A Boriszpili nemzetközi repülőtér (ukránul: Міжнародний аеропорт «Бориспіль», magyar átírásban: Mizsnarodnij aeroport Boriszpil) (IATA: KBP, ICAO: UKBB) Ukrajna fővárosa, Kijev egyik nemzetközi repülőtere. Az ukrán nemzetközi légiforgalom 62%-át bonyolítja le. A repülőtér Kijevtől 29 km-re délkeletre, Boriszpil város mellett, attól 6 km-re található. Két kifutópályával és négy utasterminállal rendelkezik. A repülőtér északkeleti részén helyezkedik el a Boriszpili légibázis, ahol az Ukrán Légierő 15. szállítórepülő dandárja állomásozik.

## Története
A jelenlegi repülőtér helyén korábban katonai repülőtér volt. Az 1950-es években a légiforgalom bővülésével és a sugárhajtású utasszállító repülőgépek megjelenésével Kijev addigi utasforgalmi repülőtere, a Zsuljani repülőtér már nem felelt meg a követelményeknek. Felmerült a Zsuljani repülőtér bővítése, de ezt e tervet elvetették, helyette 1959 májusában kormányhatározat született arról, hogy a Boriszpil mellett lévő katonai repülőteret átépítik és alkalmassá teszik a polgári légiforgalom kiszolgálására. Az első utasszállító repülőgépet, a Moszkva–Kijev vonalon repülő Tu–104-est 1959. július 7-én fogadta a Központi kijevi repülőtér (Kijev Centralnij), majd július 10-étől rendszeressé váltak a járatok.

## Forgalom
Az utasforgalom az elmúlt években az alábbi módon változott:
| Utasok száma | 985 000 | 2 746 000 | 1 375 300 | 1 782 900 | 3 900 000 | 5 795 100 | 8 478 000 | 7 277 135 | 12 603 271 | 9 433 000 |
|              | 1965    | 1980      | 1997      | 2002      | 2005      | 2009      | 2012      | 2015      | 2018       | 2021      |

## Terminálok

### B terminál
1965-ben adták át, azóta több alkalommal modernizálták. 2012-ig a repülőtér alapvető, legfontosabb terminálja volt. A D és az F terminálok elkészülte után ide került át a belföldi utasforgalom, de emellett a nemzetközi forgalom egy kisebb részét is kiszolgálja. A beszállási területen 43 beszálló , 7 repülésbiztonsági és 17 útlevél ellenőrző pont található. Területe 35 036 m². Utaskapacitása:
- nemzetközi
  - indulás : 1200 utas/óra
  - érkezés : 1100 utas/óra
- belföldi
  - indulás : 650 utas/óra
  - érkezés : 600 utas/óra

## Közlekedési kapcsolata

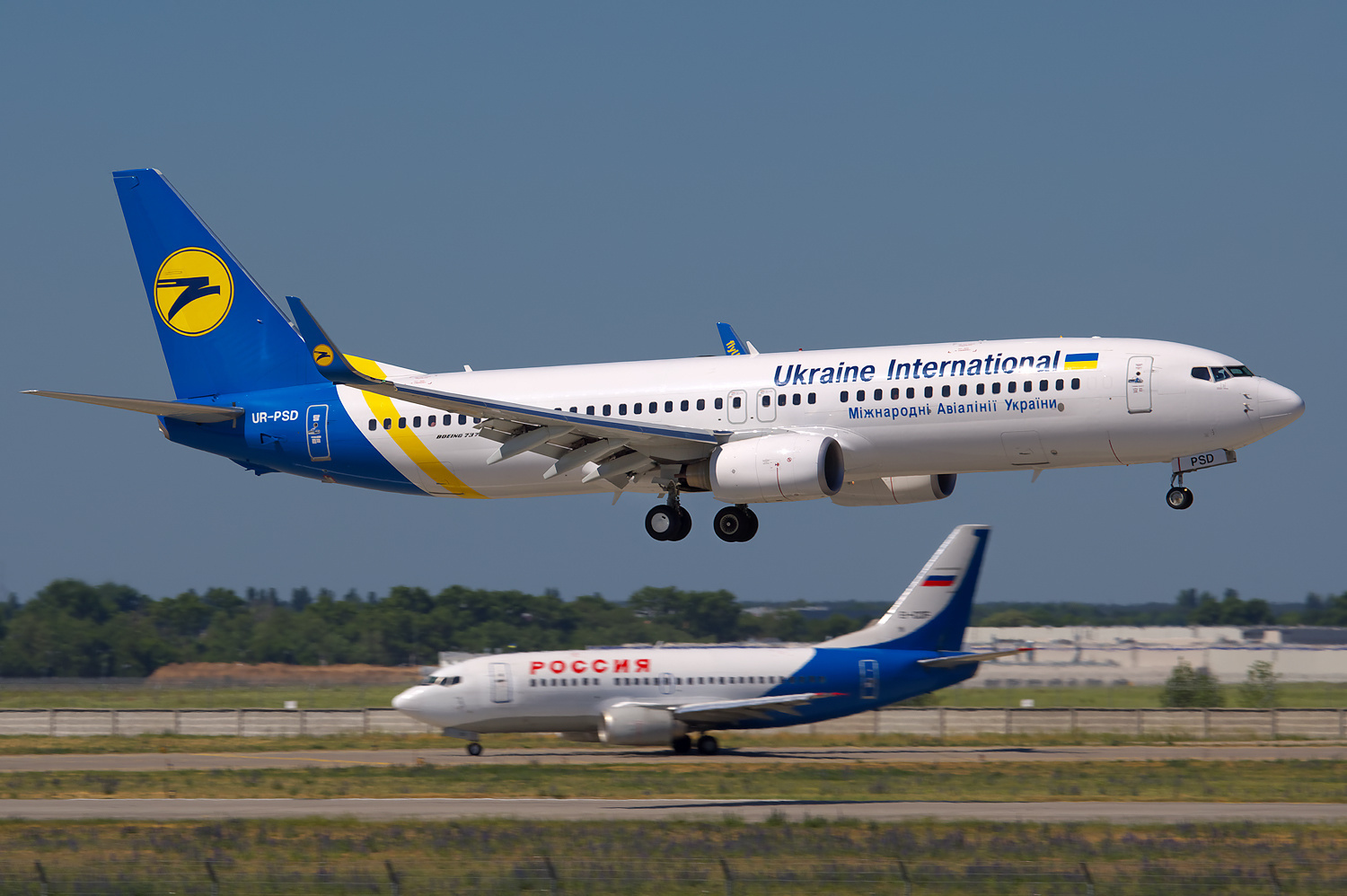
Ukraine International Airlines Boeing 737-800 leszállás Boryspil Airport.

### Közút
A repülőtér az M03-as autóút mentén fekszik. A repülőteret egy 4 km-es bekötőút kapcsolja az M03-ashoz.

### Vasút
A repülőtér és Kijev között kínai vállalatok közreműködésével építettek vasúti kapcsolatot. A 8 km hosszú pályát a kínai CMEC cég építette meg. Az 1 milliárd USD körüli beruházási költséget pekingi bankkölcsönből finanszírozták. A vasútvonal mellett a repülőtér egyéb infrastrukturális létesítményeit is ebből az összegből fedezték A vonal 2018-ra készült el, mintegy 6 évnyi késlekedés után